# أرمين ويرث
أرمين ويرث (بالألمانية: Armin Wirth)‏ هو دي جيه ومنتج أسطوانات وملحن ألماني، ولد في 15 يوليو 1971 في تراونشتاين في ألمانيا.